# فرودگاه موبایل داونتاون
فرودگاه موبایل داونتاون (به انگلیسی: Mobile Downtown Airport) یک فرودگاه همگانی بهره‌برداری هوایی با کد یاتا BFM است که یک باند فرود آسفالت و بتن دارد و طول باند آن ۲۹۳۲ متر است. این فرودگاه در شهر موبیل کشور ایالات متحده آمریکا قرار دارد و در ارتفاع ۸ متری از سطح دریا واقع شده‌است.